# Mladá Boleslav
Mladá Boleslav (Duits: Jungbunzlau, Hebreeuws: בגרמנית en Latijn: Bumsla) is een Tsjechische statutaire stad in de regio Midden-Bohemen op de linkeroever van de rivier de Jizera op ongeveer 50 kilometer ten noordoosten van Praag. Mladá Boleslav telt 45.000 inwoners (2023) en ligt in het Boheems Paradijs. Het is de hoofdstad van het gelijknamige district Mladá Boleslav.

## Geschiedenis
De stad werd gesticht in de 10e eeuw door koning Boleslav II van Bohemen als koninklijk kasteel. Er was al een ander kasteel dat Boleslav heette in de buurt van Praag, daarom werd aan de naam van dit kasteel Mladá, wat "jong" of "nieuw" betekent, toegevoegd. Het andere Boleslav werd later bekend als Stará Boleslav (Oud Boleslav). Tegenwoordig is die plaats samengevoegd met een andere plaats en heet het Brandýs nad Labem-Stará Boleslav.
De industrialisatie van Mladá Boleslav begon in de 19e eeuw. In 1895 werd de onderneming Laurin & Klement opgericht. Dit bedrijf zou overgenomen worden door Škoda en verder door het leven gaan als Škoda Auto. Tegenwoordig worden de Škoda Octavia en Škoda Fabia hier gebouwd. In Mladá Boleslav staat ook een Škoda-Museum.
In 2003 kreeg de stad Mladá Boleslav de status statutaire stad.

## Bestuurlijke indeling
Mladá Boleslav wordt onderverdeeld in 13 stadsdelen: Bezděčín, Čejetice, Čejetičky, Debř, Chrást, Jemníky, Michalovice, Mladá Boleslav I, Mladá Boleslav II, Mladá Boleslav III, Mladá Boleslav IV, Podchlumí, Podlázky.

## Sport
- FK Mladá Boleslav, voetbalclub spelend in Fortuna liga.

## Partnersteden
- Dieburg (Duitsland), sinds 1997
- King's Lynn (Verenigd Koninkrijk)
- Pezinok (Slowakije)
- Vantaa (Finland), sinds 1978

## Geboren
- Eva Bosáková (1931), turnster
- Jan Železný (1966), speerwerper
- Jana Vollmer (1973), volleyballer en beachvolleyballer
- Martin Bina (1983), veldrijder
- Jiří Lehečka (2001), tennisser

Brno · České Budějovice · Chomutov · Děčín · Frýdek-Místek · Havířov · Hradec Králové · Jablonec nad Nisou · Jihlava · Karlsbad (Karlovy Vary) · Karviná · Kladno · Liberec · Mladá Boleslav · Most · Olomouc · Opava · Ostrava · Pardubice · Pilsen (Plzeň) · Praag (Praha) · Přerov · Prostějov · Teplice · Ústí nad Labem · Zlín
Bakov nad Jizerou ·
Bělá pod Bezdězem ·
Benátky nad Jizerou ·
Bezno ·
Bílá Hlína ·
Bítouchov ·
Boreč ·
Boseň ·
Bradlec ·
Branžež ·
Brodce ·
Březina ·
Březno ·
Březovice ·
Bukovno ·
Ctiměřice ·
Čachovice ·
Čistá ·
Dalovice ·
Dlouhá Lhota ·
Dobrovice ·
Dobšín ·
Dolní Bousov ·
Dolní Krupá ·
Dolní Slivno ·
Dolní Stakory ·
Domousnice ·
Doubravička ·
Horky nad Jizerou ·
Horní Bukovina ·
Horní Slivno ·
Hrdlořezy ·
Hrušov ·
Husí Lhota ·
Charvatce ·
Chocnějovice ·
Chotětov ·
Chudíř ·
Jabkenice ·
Jivina ·
Jizerní Vtelno ·
Josefův Důl ·
Katusice ·
Klášter Hradiště nad Jizerou ·
Kluky ·
Kněžmost ·
Kobylnice ·
Kochánky ·
Kolomuty ·
Koryta ·
Kosmonosy ·
Kosořice ·
Košátky ·
Kováň ·
Kovanec ·
Krásná Ves ·
Krnsko ·
Kropáčova Vrutice ·
Ledce ·
Lhotky ·
Lipník ·
Loukov ·
Loukovec ·
Luštěnice ·
Mečeříž ·
Mladá Boleslav ·
Mnichovo Hradiště ·
Mohelnice nad Jizerou ·
Mukařov ·
Němčice ·
Nemyslovice ·
Nepřevázka ·
Neveklovice ·
Niměřice ·
Nová Telib ·
Nová Ves u Bakova ·
Obrubce ·
Obruby ·
Pěčice ·
Pětikozly ·
Petkovy ·
Písková Lhota ·
Plazy ·
Plužná ·
Prodašice ·
Předměřice nad Jizerou ·
Přepeře ·
Ptýrov ·
Rabakov ·
Rohatsko ·
Rokytá ·
Rokytovec ·
Řepov ·
Řitonice ·
Sedlec ·
Semčice ·
Sezemice ·
Skalsko ·
Skorkov ·
Smilovice ·
Sojovice ·
Sovínky ·
Strašnov ·
Strážiště ·
Strenice ·
Sudoměř ·
Sukorady ·
Tuřice ·
Ujkovice ·
Velké Všelisy ·
Veselice ·
Vinařice ·
Vinec ·
Vlkava ·
Vrátno ·
Všejany ·
Zdětín ·
Žďár ·
Žerčice ·
Židněves